# Клевезаль, Александр Николаевич
Александр Николаевич Клевезаль (14 мая 1853 — Ум. после 1895) — сотник Кубанского казачьего войска, участник русско-турецкой войны 1877—1878 годов, был награждён знаками отличия.

## Биография

### Происхождение
Александр Николаевич родился 14 мая 1853, был крещен 24 мая в с. Глобино Кременчугского уезда Полтавской губернии (восприемники: отставной полковник Николай Иванович Андруский и вдова подполковника Ольга Васильевна Остроградская) и принадлежал к рязанской ветке дворянской семье немецкого происхождения, принявшей русское подданство и православие. Отцом Клевезаля был поручик артиллерии (13.08.1851), отличившийся в походах в Венгрии (с 30.04.1849): 12 июня при занятии г. Кошау; 16 июня в сражении при Токау; 21 июня при занятии Дебрецена; с 24 июня по 8 июля в движении к Мишкольцу; 11 июля в сражении с Гергеем при с. Зонча, за отличие в котором награждён орденом Св. Анны 4-й ст. с надписью «За храбрость». Имел серебряную медаль «За усмирение Венгрии и Трансильвании» в 1849. Дед — Николай Ефимович Клевезаль (1787—1864), участник наполеоновских войн, георгиевский кавалер, вышел в отставку с чином полковника и в 1833—1850 годах занимавший пост Касимовского уездного предводителя дворянства. Матерью Александра Николаевича была дочь подполковника Софья Александровна из рода Остроградских.

### Ранняя служба
Служба у Александра Николаевича складывалась не без хлопот. 1 мая 1869 он из вольноопределяющихся унтер-офицером вступил в службу в 3-й Гусарский Е. В. королевы Вюртембергской полк. 28 сентября 1870 он был командирован в Елисаветградское кавалерийское юнкерское училище; по домашним обстоятельствам был уволен 21 апреля 1871 и 30 августа того же года определён в 4-й Харьковский уланский полк вел. кж. Александры Петровны но по прошению уволен уже 18 сентября 1872.

### Русско-турецкая война 1877—1878 и Ахал-текинская экспедиция

Медаль «За взятие штурмом Геок-Тепе» (1881 год).

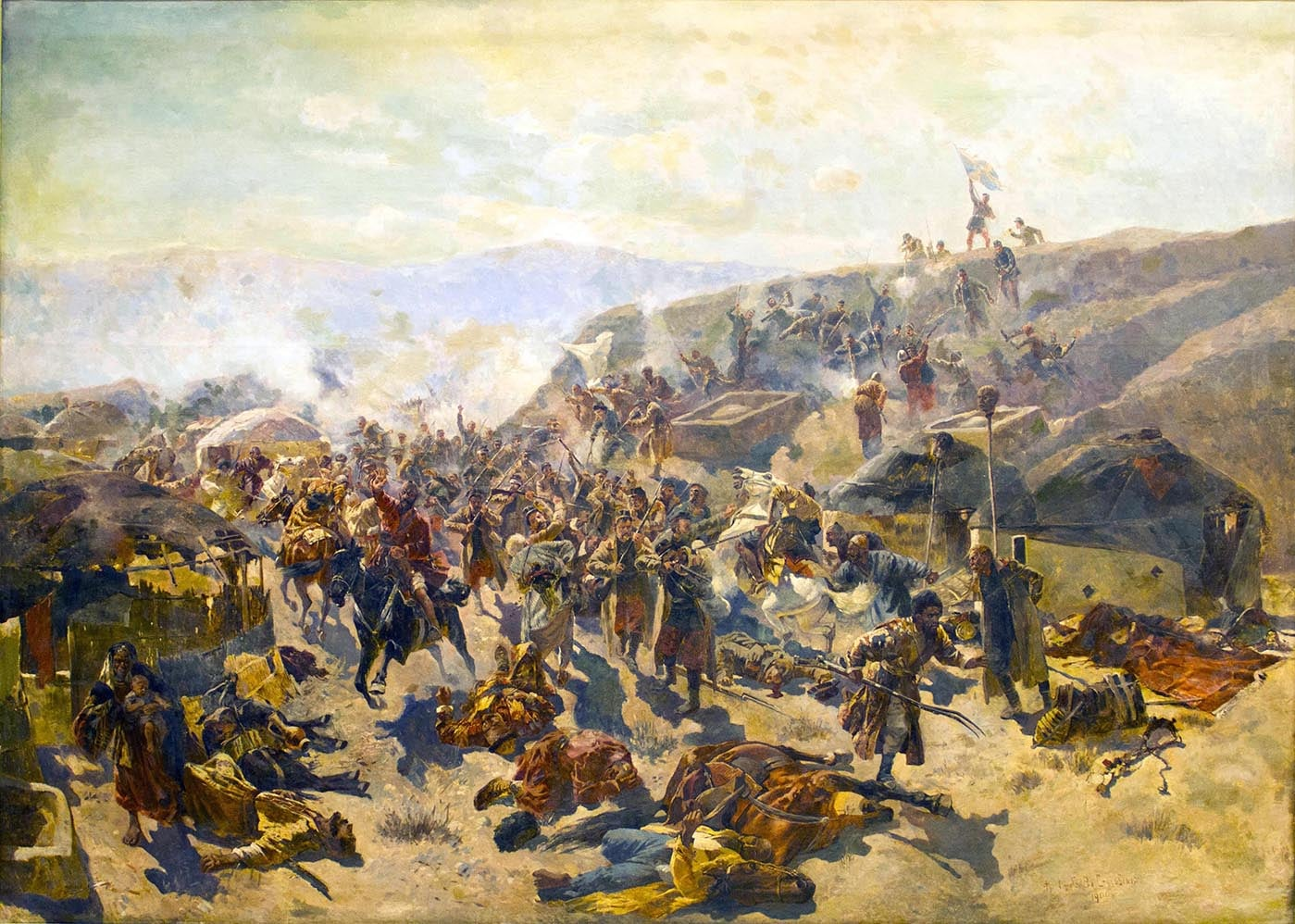
Рубо Ф. А.. Картина Штурм Геок-Тепе, 1898 г.

По прошествии пяти лет, 19 сентября 1877 Клевезаль поступил добровольцем в 77-й запасной пехотный батальон, откуда 14 января 1878 года перемещен в 154-й Дербентский пехотный полк и через две недели (2.02.1878) вновь произведен в унтер-офицеры. С 14 января по 19 февраля 1878 года он проявил себя при блокаде Эрзурума; 25 июля 1879 года Александр Николаевич был переведен в 7-й Драгунский Кинбургский полк вел. кн. генерал-фельдмаршала Михаила Николаевича, 14 апреля 1880 в 18-й Драгунский Переяславский Наследника-Цесаревича полк, а 10 июня 1880 года уволен в запас. Несмотря на это увольнение, 4, 11, 12 и 18 декабря 1880 Александр Николаевич был в сражениях при Ягни-Кале и Геок-Тепе под начальством генерала М. Д. Скобелева; 20 декабря — при взятии без боя позиций у Ягни-Кале; 21 декабря — в сражении у Геок-Тепе; 22 и 23 декабря под начальством генерал-майора Н. Г. Петрусевича при отражении неприятеля; 18 января 1881 — при штурме Геок-Тепе под командованием полковника Гайдарова.

### Служба в Кубанском казачьем войске
2 октября 1882 года Александр Николаевич поступил в Кубанское казачье войско с водворением в станице Северской; 21 октября 1880 был командирован в 1-й Таманский Конный полк. 12 декабря 1880 года за отличие в боях с текинцами (1880 — 81) был награждён Знаком отличия Военного ордена Св. Георгия 4-й степени.. 9 июня 1881 за отличие при блокаде Эрзурума пожалован в прапорщики с переводом в знакомый ему 7-й Драгунский Кинбургский полк вел. кн. Михаила Николаевича, но уже 18 декабря того же года вновь определён в Кубанское казачье войско с переименованием в хорунжие. В те времена лица из казачьего сословия в Русской армии, исполняющие во время службы обязанности соответствующих казачьих офицеров — хорунжих. 28 августа 1881 года Клевезаль поступил в Ставропольское юнкерское казачье училище из которого был отчислен 30 сентября следующего года (обычно курс обучения юнкеров продолжался 2 года). 14 октября 1895 года отставлен сотником с мундиром и пенсией, службу оставил за бодезнью

### Семья
25 ноября 1864 Александр Николаевич был причислен к роду отца. Был женат на дочери отставного полковника Софье Дмитриевне Симоновой. От этого брака имел несколько детей, в том числе Нину Александровну (Р. 24 мая 1889; крещена 1 июня в церкви 122-го Тамбовского пехотного полка; восприемники: действительный статский советник Петр Алексеевич Симонов и жена коллежского советника Дмитрия Алексеевича Симонова Елена Давыдовна) и Евгений Александрович (Р. 20 марта 1892; крещен 28 марта в церкви 122-го Тамбовского пехотного полка; восприемники: ротмистр 44-го Драгунского Нижегородского полка Александр Павлович Фурдуев и жена штабс-капитана Лебедянского резервного батальона Андрея Михайловича Львова Александра Ивановна) 20 января он с сестрой Ниной был причислен к роду отца.

## Награды
Имел темно-бронзовую медаль «в память войны 1877 — 78» и серебряную «за штурм крепости Геок-Тепе» (1881).